# Andromaque
Pour les articles homonymes, voir Andromaque (homonymie).
Dans la mythologie grecque, Andromaque (en grec ancien Ἀνδρομάχη / Andromákhê, de ἀνήρ / anêr, « homme », et μάχη / máchê, « combat », d'où « celle qui combat les hommes ») est une héroïne troyenne de la guerre de Troie, femme d'Hector et modèle de l'épouse fidèle.
Elle est fille d'Éétion, roi de Cilicie de Troade, qui est tué par Achille. Elle a d'Hector un fils unique, Astyanax, que Néoptolème précipite des remparts lors du sac de la ville de Troie. Après la mort de son premier époux et la chute de Troie, elle est donnée à Néoptolème, aussi appelé Pyrrhus, qui l'emmène en Épire et l'épouse. Trois enfants, Molossos, Piélos et Pergamos, naissent de cette union. Elle a pour troisième époux Hélénos, frère de son premier mari, devenu roi d'Épire, dont elle a un enfant, Cestrinos. Bien que montée avec lui sur le trône, elle reste emplie de tristesse, ne pouvant oublier Hector auquel elle fait construire un magnifique monument.

## Épouse et mère modèle

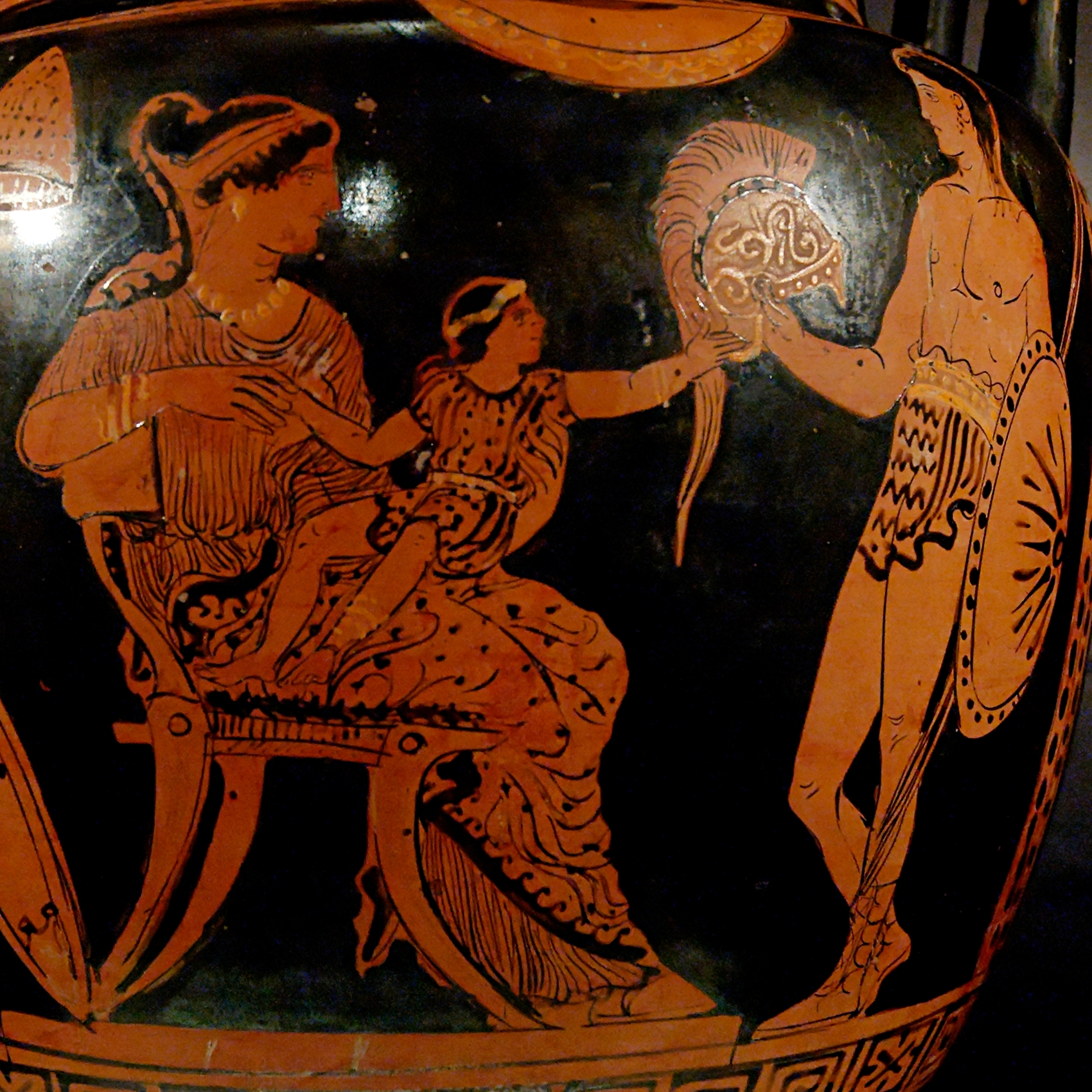
Andromaque porte sur ses genoux Astyanax qui tend la main vers le panache du casque de son père Hector sur le point de partir au combat. Cratère à colonne apulien à figures rouges, v. 370-360 av. J.-C. Musée national du palais Jatta à Ruvo di Puglia (Bari).

Andromaque est la fille d'Éétion, roi de Thèbe sous le Placos en Cilicie de Troade. Son père, ainsi que ses sept frères, sont tués par Achille pendant le siège de cette ville. Sa mère, emmenée comme butin de guerre, mais libérée après une rançon, meurt peu après.
Andromaque est l'épouse d'Hector, guerrier troyen, fils du roi Priam et de sa femme Hécube. Elle apparaît à ce titre dans trois épisodes de l’Iliade :
- au chant VI (369-502), Hector retourne à Troie pour convaincre les femmes de demander la clémence d'Athéna. Il trouve sa femme, accompagnée de leur fils Astyanax, et lui fait ses adieux. Andromaque l'implore de rester dans Troie et de ne pas risquer sa vie dans la bataille :

« Toi, Hector, c'est toi, mon père et ma mère vaillante,
et mon frère, et l'époux florissant qui partage ma couche.
Prends pitié maintenant et demeure sur cette muraille. »

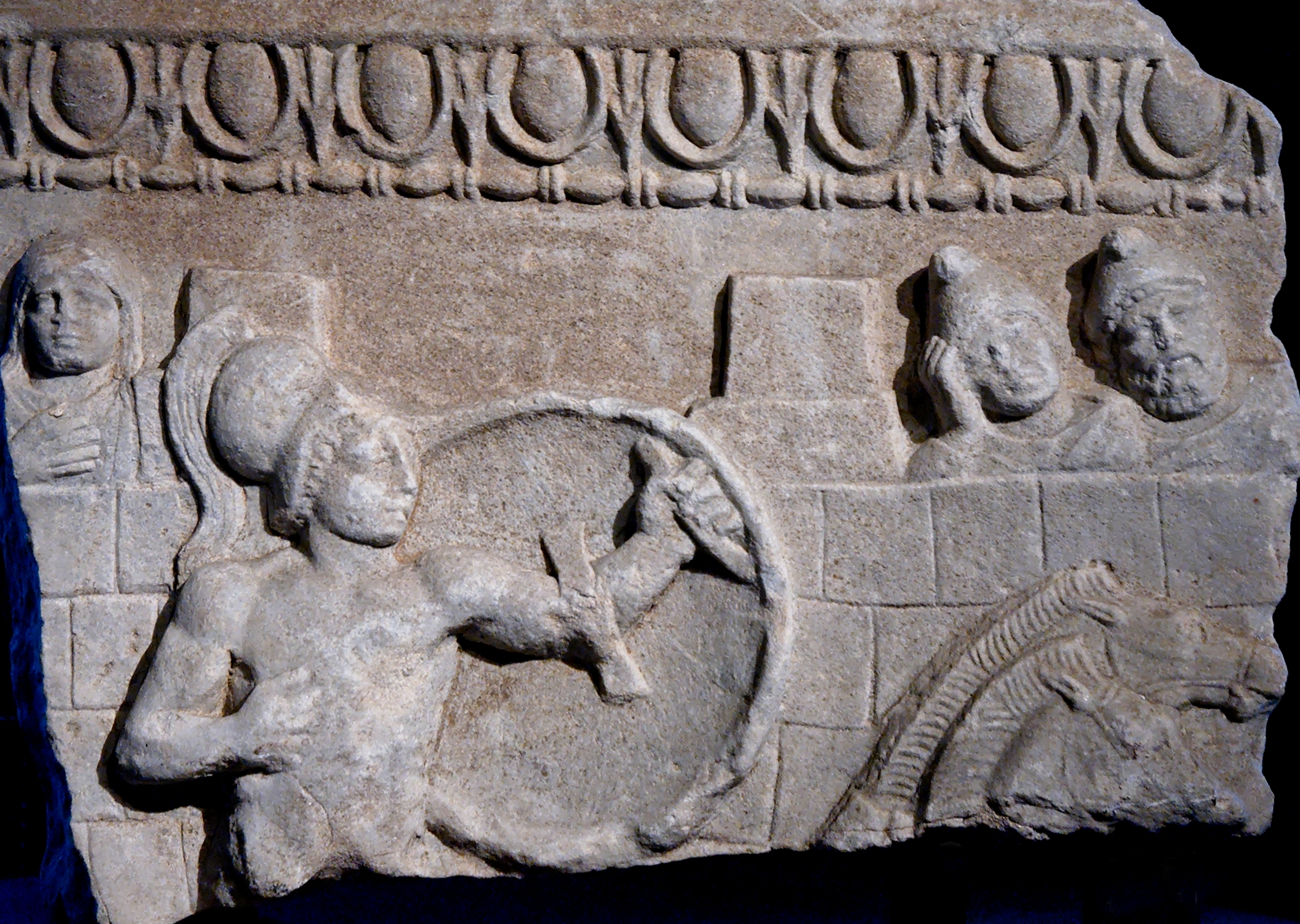
Andromaque regardant du haut des murailles de Troie Achille traînant derrière son char le corps d'Hector, fragment d'un sarcophage romain, fin du IIe siècle, musée national de la Grande-Grèce de Reggio de Calabre.

- à la fin du chant XXII (437-515), Andromaque entend les pleurs des Troyennes et apprend la mort d'Hector. Elle s'adresse à son époux défunt pour déplorer son sort de veuve et celui de son fils orphelin ;
- à la fin de l'épopée (XXIV, 710-746), Andromaque accueille le retour de la dépouille d'Hector : elle est la première, avec Hécube, à courir vers le char qui porte le corps d'Hector. Elle ne peut lui offrir alors plus que des pleurs et embrasser sa tête sans vie. Elle prend la parole pour lui exprimer son amour et ses craintes sur le sort de Troie.

Son caractère et ses malheurs ont inspiré de nombreux poètes, en premier lieu Homère puis, par exemple, Euripide, Virgile, Racine. On cite Andromaque comme le modèle des épouses et des mères, Euripide écrit dans sa pièce Les Troyennes :

« Je présentais toujours à mon époux un visage serein et une bouche silencieuse, et je savais à propos quand il fallait lui céder la victoire ou l'emporter sur lui. Le renom de ma conduite, répandue dans l'armée grecque, a causé ma perte : car, dès que je fus captive, le fils d'Achille voulut m'avoir comme épouse, et je serai esclave dans la maison des meurtriers de mon époux »

Tout au long de son existence, elle voit des hommes mourir auprès d'elle. Son nom est un nom d'Amazone.

## Andromaque dans la culture

### Littérature

#### Épopée
- Dans l'Iliade d'Homère, Andromaque, au lieu de rester avec les femmes, court « vers les grands remparts d'Ilion, parce qu'elle a appris que les Troyens s'usaient, et que grande était la force des Achéens [les Grecs]. Elle gagne en hâte le rempart, comme une folle, et, portant l'enfant, une nourrice l'accompagne[7] ». Là, elle retrouve Hector, et tente de le persuader de rester sur le rempart, de ne pas aller au-devant de l'armée grecque ; elle rappelle que son père Éétion, roi des Ciliciens, a été tué par Achille, de même que ses sept frères. Hector lui tient lieu de famille ; elle ne veut pas le perdre (Iliade, chant VI).
- Elle apparaît dans l'Énéide de Virgile, au livre III : Énée débarque en Épire, à Buthrote (aujourd'hui en Albanie) et y rencontre Andromaque devenue l'épouse d'Hélénos (le frère d'Hector). Pyrrhus, en effet, l'a mariée malgré elle à son esclave troyen Hélénus. Après le meurtre de Pyrrhus, roi d'Épire, par Oreste, Andromaque, mère d'un fils de Pyrrhus, lui succède sur le trône. À la tête d'une communauté de Troyens, Andromaque et Hélénus ont reconstitué à Buthrote une petite Troie, perpétuant ainsi le souvenir de leur patrie perdue.

Énée trouve Andromaque en train d'offrir un sacrifice aux cendres d'Hector. Apercevant Énée, Andromaque effrayée croit d'abord à une apparition : « Est-ce bien toi que je vois, demande-t-elle à Énée [...] vis-tu ? ou si la lumière sacrée t'a été ravie, où est Hector ? » Elle offre des vêtements au fils d'Énée, Ascagne, qui lui rappelle Astyanax, le fils qu'elle avait eu d'Hector, tué pendant le sac de Troie.
- Elle figure également dans un roman médiéval de Benoît de Saint-Maure, Le Roman de Troie, épopée française du XIIe siècle.

#### Poésie
Baudelaire dans « Le Cygne » (Les Fleurs du mal) lui consacre deux strophes (la première et la dixième) :
1re strophe :
« Andromaque, je pense à vous ! Ce petit fleuve,

Pauvre et triste miroir où jadis resplendit

L'immense majesté de vos douleurs de veuve,

Ce Simoïs menteur qui par vos pleurs grandit,

À fécondé soudain ma mémoire fertile. »
10e strophe :
« Andromaque, des bras d'un grand époux tombée,

Vil bétail, sous la main du superbe Pyrrhus,

Auprès d'un tombeau vide en extase courbée

Veuve d'Hector, hélas ! et femme d'Hélénus ! »

#### Théâtre
- Andromaque apparaît dans deux pièces d'Euripide : Andromaque et Les Troyennes.
- Elle est un personnage de La Troade de Robert Garnier.
- Elle est un personnage central dans Andromaque de Jean Racine.
- Andromaca, tragédie de Apostolo Zeno, 1724.
- Elle est aussi présente dans La guerre de Troie n'aura pas lieu, pièce de Jean Giraudoux.
- Andromak est une pièce mise en scène par Luk Perceval créée au festival d'Avignon en 2004 et inspirée de la tragédie de Racine.

Dans l'Andromaque de Racine, l'épouse d'Hector, captive de Pyrrhus, résiste à ses avances, tout en essayant de protéger son fils Astyanax, qu'un subterfuge a sauvé lors de la ruine de Troie. Elle accepte finalement d'épouser Pyrrhus, pensant se tuer ensuite et laisser celui-ci élever Astyanax ; mais elle est devancée par Oreste et ses compagnons, qui en assassinant Pyrrhus la laissent seule maîtresse du royaume. Voir l'étude de Stéphane Patrice : Sous Andromaque, Descartes & Cie, Paris, 2017.

### Autres arts

#### Opéra
- Andromaca, opéra d'Antonio Caldara, livret d'Aspostolo Zeno (1724)
- Andromaca, opéra de Giuseppe Sarti, livret d'Apostolo Zeno (1759-1760)
- Andromaque, tragédie lyrique d'André Grétry, livret de Louis-Guillaume Pitra (1780).

- Andromaca, opéra de Giovanni Paisiello, livret de Giovanni Battista Lorenzi (1797)
- Andromaque figure comme personnage plus secondaire dans l'Ermione (Hermione) de Rossini, 1819.
- Andromaque, avec son fils Astyanax, a un rôle muet dans l'opéra Les Troyens d'Hector Berlioz, première partie : « La Prise de Troie ».

#### Peinture

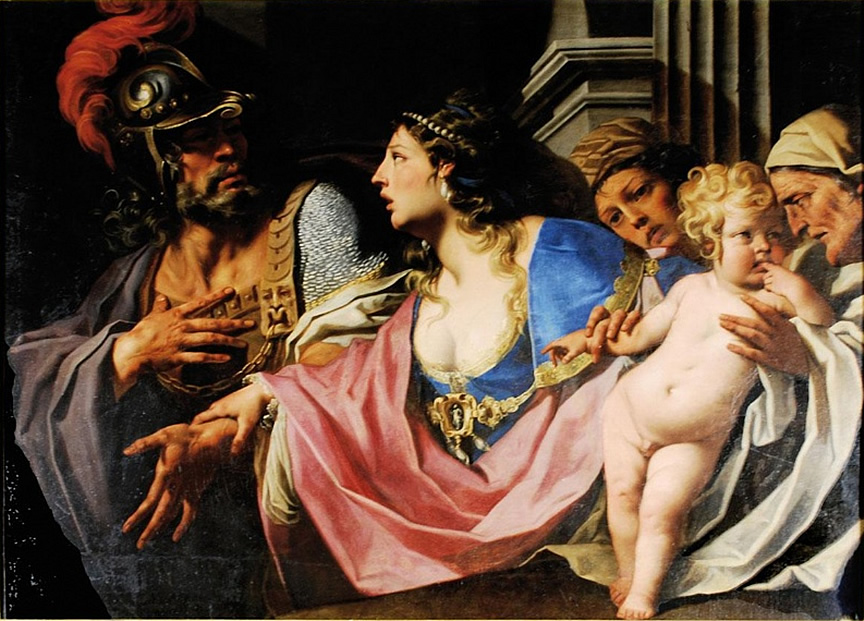
L'Adieu entre Hector et Andromaque, Luca Ferrari
(XVIIe siècle), palais Pisani Moretta, Venise.

- Charles de La Fosse, Les Adieux d'Hector et Andromaque, Salon de 1699, coll. part.
- Antoine Coypel, Les Adieux d'Hector et Andromaque, 1711.
- Jacques-Louis David, La Douleur d'Andromaque, 1783.
- François-Guillaume Ménageot, Astyanax arraché des bras de sa mère Andromaque, 1783.
- Frederic Leighton, Andromaque prisonnière (Captive Andromache), 1888.
- Georges Rochegrosse, Andromaque.
- De Chirico, Hector et Andromaque, 1924.
- Pierre-Narcisse Guérin, Andromaque et Pyrrhus, 1810.
- Pierre-Narcisse Guérin (1774-1833), musée du Louvre, Paris: Néoptolème, Hermione et Andromaque, 1810

Voir aussi * Andromaque dans la base Joconde

#### Sculpture

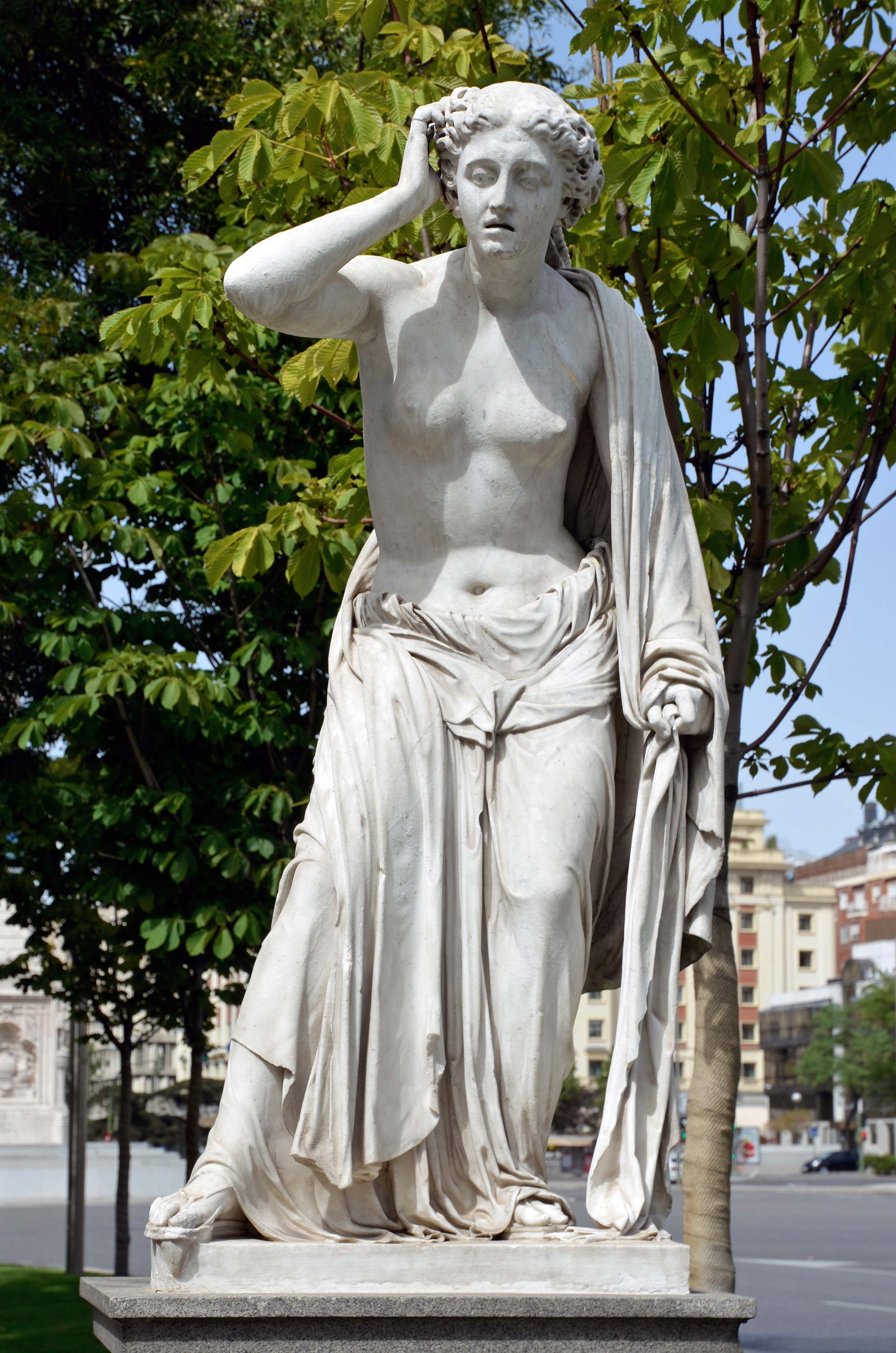
Andromaque par José Vilches.

- Une statue en marbre de 1853 par le sculpteur José Vilches (es) représente Andromaque dans le Paseo de Recoletos (es), à Madrid.

#### Cinéma
L'Amour fou de Jacques Rivette (1969), consacré pour moitié environ (soit deux heures) à des répétitions de l'Andromaque de Racine. Le film établit un parallèle entre l'histoire du « trio » racinien (Andromaque, Hermione, Pyrrhus) et l'histoire moderne, qui se passe dans les années 1960, d'un metteur en scène dont le comportement séducteur éveille la jalousie de son épouse (on y retrouve donc un nouveau trio : un homme, sa femme, sa maîtresse).
The Old Guard de Gina Prince-Bythewood (2020) décrit les actions au début du XXIe siècle d'un groupe de mercenaires composé d'immortels originaires de différentes époques : s'étant chacun réveillé ressuscité après une mort généralement au combat, dirigés par celle qui se fait appeler Andromaque de Scythie ou de Scythe.

### Autres domaines
Dans le domaine de la sexualité, une des variantes de la position du chevauchement est nommée en français « position d'Andromaque » par allusion à une épigramme du poète latin Martial : 

« Les esclaves phrygiens se masturbaient derrière la porte, quand l’épouse d'Hector chevauchait son mari. »

## Sources

### Sources anciennes
- (en) Le Sac de Troie [détail des éditions] [lire en ligne].
- Euripide, Andromaque [détail des éditions] [lire en ligne] (passim).
- Homère, Iliade [détail des éditions] [lire en ligne].
- (en) Petite Iliade [détail des éditions] [lire en ligne].

### Sources modernes
- Pierre Brunel, « Andromaque », dans Dictionnaire des mythes féminins, Monaco, Éditions du Rocher, 2002
- Pierre Commelin, Mythologie grecque et romaine [détail des éditions] [lire en ligne].

### Radiographie
- [audio] « Andromaque ou comment en finir avec le mythe de la femme parfaite ? », Sans oser le demander, sur France Culture, 2023
- [audio] Pierre Judet de La Combe, « Andromaque, mère et guerrière », sur Quand les dieux rôdaient sur la Terre, France Inter, 2 décembre 2023.